# فرت (نبراسکا)
فرت(به انگلیسی: Firth) شهری در ایالت نبراسکا کشور ایالات متحده آمریکا است که جمعیت آن در سرشماری سال ۲۰۱۰ میلادی، ۵۹۰ نفر بوده‌است.